# 周汉国公主
周汉国公主（1241年—1262年）宋理宗的女兒。贾贵妃所生，繼母阎贵妃。

## 生平
宋理宗其他子女皆早夭，所以公主一生下来，很受父親寵爱，生母贾贵妃去世，由於阎贵妃沒有生育，理宗便將公主交給寵妃阎贵妃撫養。初封瑞国公主，改升国公主。开庆初年，公主正值十五岁，生的极是美貌，下诏议选驸马。宰相请用唐太宗下嫁公主给士人的先例，想要以进士第一名娶公主，便选了三十歲状元周震炎。廷谢之日，公主从屏风内偷偷看见，非常不高兴，嫌棄周震炎年老，宋理宗也暗中觉察到了。
三年後，景定二年（1261年）四月，公主十八歲，宋理宗因为当年杨太后拥立自己，便选太后侄孙杨镇娶公主，宋理宗又為公主準備豐厚的嫁妝下嫁。提拔杨镇为右领军卫将军、驸马都统，进封公主为周国公主。宋理宗對女兒瑞国公主，疼爱得無以復加，宋理宗為了想时时见到女兒，就在嘉会门为公主建府第，公主府建筑豪华，比宫苑还要气派，飞楼阁道，靠近宫苑，皇帝常乘坐布顶小辇帶了几个宫女、愛妃阎贵妃到府第探望公主。且特赐董役官减少三年磨勘期，工匠犒赏各有等级。第二年，进封周汉国公主，拜杨镇为庆远军承宣使。駙馬楊镇的宗族娣姒都推官加封，恩宠优厚。
七月，公主生病。有只大得像箕的九头鸟，落在公主家的捣衣石上，当晚公主去世，年二十二岁，沒有生育。宋理宗哭得很悲痛，谥号端孝。杨镇官至节度使。不到三年，宋理宗逝世。